# Список объектов всемирного наследия ЮНЕСКО в Гватемале
В спи́ске объе́ктов Всеми́рного насле́дия ЮНЕ́СКО в Гватемале значатся 3 наименования (на 2013 год), это составляет 0,2 % от общего числа (1248 на 2025 год). 2 объекта включены в список по культурным критериям, 1 объект — смешанного типа. 
Кроме этого, по состоянию на 2013 год, 21 объект на территории государства находятся в числе кандидатов на включение в список всемирного наследия. Первый объект на территории Гватемалы был занесён в список в 1979 году на 3-й сессии Комитета всемирного наследия ЮНЕСКО.

## Список
Объекты расположены в порядке их добавления в список всемирного наследия. Если объекты добавлены одновременно, то есть на одной сессии Комитета всемирного наследия ЮНЕСКО, то объекты располагаются по номерам.
| # | Изображение | Название                                                                      | Местоположение          | Время создания | Год внесения в список | №   | Критерии           |
| - | ----------- | ----------------------------------------------------------------------------- | ----------------------- | -------------- | --------------------- | --- | ------------------ |
| 1 |             | Национальный парк Тикаль Parque Nacional Tikal                                | Департамент Петен       | 1955           | 1979                  | 64  | ii, iii, iv, ix, x |
| 2 |             | Антигуа-Гватемала (Старая Гватемала) Ciudad de Antigua                        | Департамент Сакатепекес | 1527           | 1979                  | 65  | ii, iii, iv        |
| 3 |             | Археологический парк и руины Киригуа Parque arqueológico y ruinas de Quiriguá | Департамент Исабаль     | II век         | 1981                  | 149 | i, ii, iv          |

## Предварительный список
В таблице объекты расположены в порядке их добавления в предварительный список.
| #  | Изображение | Название | Местоположение          | Время создания   | Год внесения в предварительный список | №    | Критерии           |
| -- | ----------- | --- | ----------------------- | ---------------- | ------------------------------------- | ---- | ------------------ |
| 1  |             | Культурный треугольник исп. Triángulo Cultural | Департамент Петен       | —                | 2002                                  | 752  | ?                  |
| 2  |             | Ложбина Эль-Мирадора Cuenca del Mirador | Департамент Петен       | 600 год до н. э. | 2002                                  | 1753 | ?                  |
| 3  |             | Сердце территории майя исп. El corazón del Área Maya                                                                                                  | Департамент Петен       | —                | 2002                                  | 1754 | ?                  |
| 4  |             | Путь рек исп. La Ruta de los RíosE | Департамент Петен       | —                | 2002                                  | 1755 | ?                  |
| 5  |             | Пещера Нах-Тунич Cueva Naj Tunich | Департамент Петен       | —                | 2002                                  | 1756 | ?                  |
| 6  |             | Памятник культуры майя и ольмеков Такалик-Абах El encuentro maya-olmeca                                                                               | Департамент Реталулеу   | —                | 2002                                  | 1757 | ?                  |
| 7  |             | Путь францисканской евангелизации исп. Ruta de la evangelización franciscana                                                                          | несколько департаментов | XVI — XVII века  | 2002                                  | 1758 | i, iv, v, vi       |
| 8  |             | Путь доминиканской евангелизации исп. Ruta de la evangelización dominica                                                                              | несколько департаментов | XVI — XVII века  | 2002                                  | 1759 | i, iv, v, vi       |
| 9  |             | Путь мира и национального единства исп. Ruta de la Paz y la Identidad Nacional                                                                        | несколько департаментов | XVI — XVII века  | 2002                                  | 1760 | iv, vi             |
| 10 |             | Замок Сан Фелипе де Лара Castillo de San Felipe de Lara                                                                                               | Департамент Исабаль     | XVII век         | 2002                                  | 1761 | iv                 |
| 11 |             | Путь агроиндустрии и викторианской архитектуры исп. Ruta de la agroindustria y de la arquitectura victoriana                                          | несколько департаментов | XIX век          | 2002                                  | 1762 | iv                 |
| 12 |             | Чичикастенанго Ciudad de Chichicastenango | Департамент Киче        | ?                | 2002                                  | 1763 | v, vi              |
| 13 |             | Зелёный путь из Верапас в Гватемале исп. La Ruta Verde de Verapaz, Guatemala                                                                          | несколько департаментов | —                | 2002                                  | 1764 | vii                |
| 14 |             | Биосферный заповедник в Сьерра-де-лас-Минас Reserva de la Biosfera de Sierra de las Minas                                                             | несколько департаментов | —                | 2002                                  | 1765 | vi, vii, ix, x     |
| 15 |             | Национальный парк Сьерра-де-Лакандон исп. Parque Nacional de Sierra de Lacandón                                                                       | Департамент Петен       | 1990             | 2002                                  | 1766 | ?                  |
| 16 |             | Мангровый путь тихоокеанского побережья Гватемалы исп. La ruta de los manglares de la costa pacífica de Guatemala                                     | несколько департаментов | —                | 2002                                  | 1767 | vii                |
| 17 |             | Заповедная зона озера Атитлан исп. Área protegida del Lago de Atitlán: uso múltiple                                                                   | Департамент Сакатепекес | —                | 2002                                  | 1768 | vii, viii, ix      |
| 18 |             | Национальный парк Висис Каба и архитектура Иксильского треугольника исп. Parque Nacional de Visis Cabá y la arquitectura vernácula del Triángulo Ixil |                         | —                | 2002                                  | 1769 | ?                  |
| 19 |             | Национальный парк Такалик-Абах исп. Parque Nacional Takalik Abaj                                                                                      | Департамент Реталулеу   | —                | 2012                                  | 5737 | i, ii, iii         |
| 20 |             | Раскрашенные фрески Сан-Бартоло исп. Murales de San Bartolo                                                                                           | Департамент Петен       | —                | 2012                                  | 5738 | i, iii             |
| 21 |             | Пещеры Нах-Тунич исп. Cueva Naj Tunich | Департамент Петен       | —                | 2012                                  | 5739 | i, iii, v, vi, vii |